# 제본

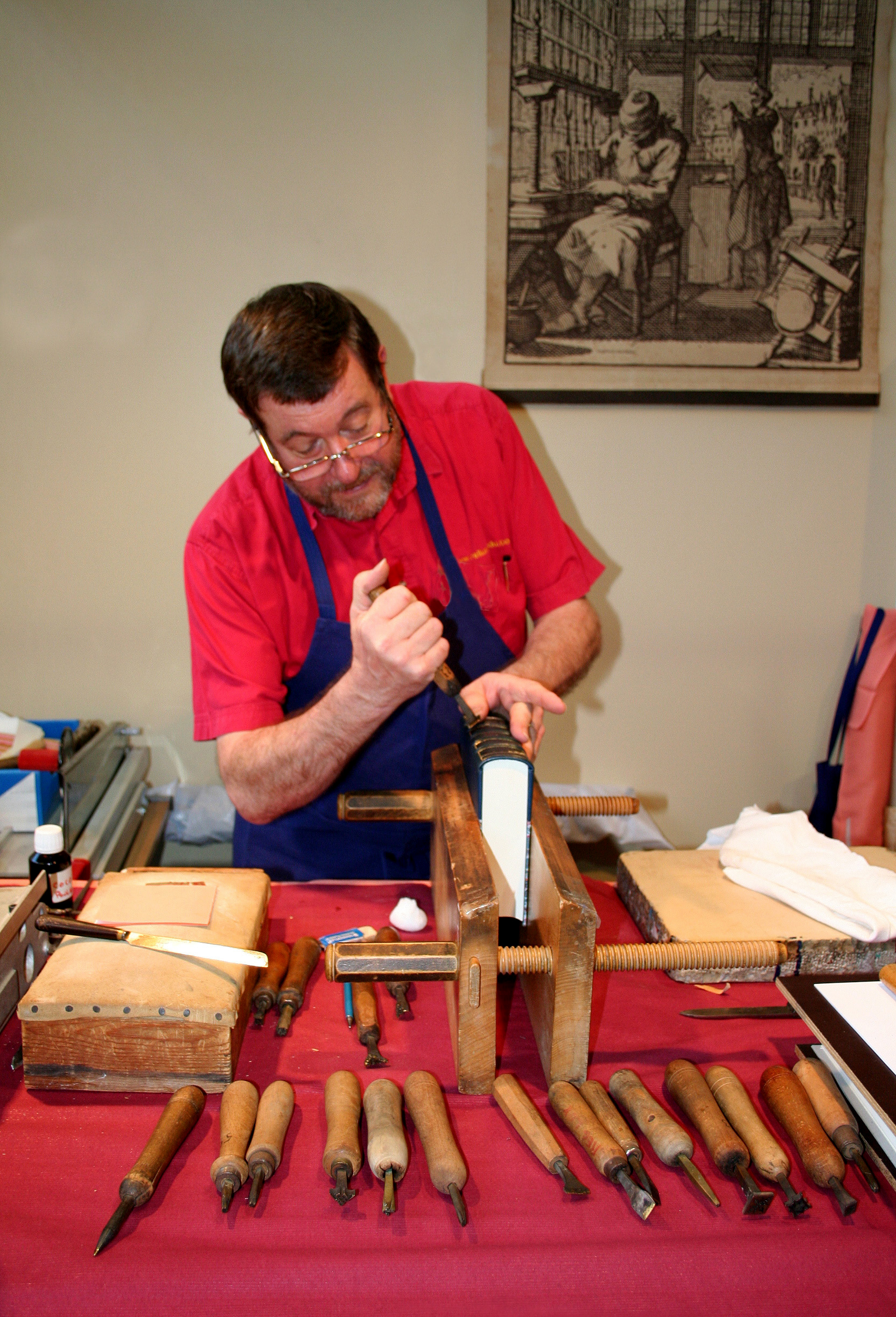
전통적인 제본 작업

제본(製本, 영어: bookbinding)은 인쇄물을 접착제, 철사, 실 등으로 묶고 표지를 달아 책의 형태로 한 것을 말한다. 단어의 의미는 한자 그대로 책 (本)을 만든다 (製)는 뜻이다. 한국어로는 제책(製冊)이라고 부르는 것이 더 어법에 맞을 것이지만 흔히 제본으로 부르는 이유는 일본어로 책을 본(本, ほん)이라 하기 때문이며, 대한민국의 출판 분야에 일본어의 영향이 많이 남아 있기 때문이다.

## 역사
제본 기술이 없었던 오랜 옛날에는 책이 두루마리나 죽간 등의 형태였다. 죽간은 대나무판들을 끈으로 묶어 두루마리 형식으로 만드는 형식이나, 이것을 현대적 의미의 제본이라고 보기에는 어렵다. 최초의 제본은 이집트 콥트 교회의 수도원에서 처음으로 행해졌다고 전해진다. 동양에서는 중국에서 실로 묶는 방식으로 전통적인 제본술이 발달했고, 그것이 한반도와 일본으로 전해졌다.

## 종류
현재 주로 사용되는 것은 양장제본·반양장제본·무선철제본·중철제본 등의 제본 방식이다. 양장이란 주로 사전류같이 고급 서적의 제본에 쓰이는 방식으로, 표지가 두껍고 본문보다 약간 크다. 반양장은 양장과 비슷하나 표지와 본문의 크기가 같아 일반 서적에 많이 이용된다. 무선철은 전화번호부 등에 주로 쓰이는데 기계를 이용해 고속으로 제본할 수 있는 장점이 있다.
대한민국에서는 과거 1990년대 이전의 교과서에 호부장이라 불리는 제본방식도 사용되었다. 호부장은 교과서류에 많이 사용되는 방식으로 옆으로 철사를 낀다. 소책자에는 중철이라는 방식도 사용된다. 중철은 주간지처럼 책을 반으로 펴서 철사를 박는 제본방식을 말한다.

## 같이 보기
- 보강 (공학)

## 참고 문헌
- 브리태니커 백과사전